# 巴布考克国际集团
巴布考克国际集团（Babcock International Group plc）是英国伦敦的一家航空、国防服务供应商。公司主要为政府提供服务，英国国防部、英国铁路网公司都是其客户，此外也在英国以外的国家提供服务。它由巴布柯克-威爾科斯公司成立于1891年，1982年在伦敦证券交易所上市。